# Desmodilliscus braueri
Desmodilliscus braueri es una especie de roedor de la familia Muridae, única en su género.

## Distribución geográfica
Se encuentra en Burkina Faso, Camerún, Chad, Malí, Mauritania, Níger, Nigeria, Senegal y Sudán.

## Hábitat
Su hábitat natural son las sabanas áridas, especialmente en el Sahel.